# Unione Sportiva Vezio Parducci Viareggio 1935-1936
Questa voce raccoglie le informazioni riguardanti l'Unione Sportiva Vezio Parducci Viareggio nelle competizioni ufficiali della stagione 1935-1936.

## Stagione
7ª edizione del secondo livello del campionato italiano di calcio, ma da questa stagione a girone unico. Ci sono 6 retrocessioni su 18 squadre.
Viareggio, Pistoiese, Spal e Foggia arrivano a pari punti. Sono necessari spareggi attraverso un girone all'italiana.
I bianconeri e la Pistoiese si ritrovano a pari punti. Ulteriore spareggio tra le due squadre toscane..
Il Viareggio gioca la sua prima edizione di Coppa Italia.

## Rosa
| N. |                   | Ruolo | Calciatore           |
| -- | ----------------- | ----- | -------------------- |
|    | Italia (bandiera) | A     | Sergio Angelini      |
|    | Italia (bandiera) | A     | Giorgio Barsanti     |
|    | Italia (bandiera) | A     | Leone Bertacca       |
|    | Italia (bandiera) | D     | Lisandro Bertuccelli |
|    | Italia (bandiera) | D     | Giuseppe Biondi      |
|    | Italia (bandiera) | A     | Egisto Bonuccelli    |
|    | Italia (bandiera) | A     | Giulio Cappelli      |
|    | Italia (bandiera) | C     | Leone Della Latta    |
|    | Italia (bandiera) |       | Zino Franco          |
|    | Italia (bandiera) | A     | Salvatore Giorgetti  |

| N. |                   | Ruolo | Calciatore          |
| -- | ----------------- | ----- | ------------------- |
|    | Italia (bandiera) | A     | Gino Lemmetti       |
|    | Italia (bandiera) | C     | Vasco Lenzi         |
|    | Italia (bandiera) | A     | Lamberto Lippi      |
|    | Italia (bandiera) | A     | Piero Pampaloni     |
|    | Italia (bandiera) | C     | Eugenio Porretta    |
|    | Italia (bandiera) | C     | Giuseppe Puccioni   |
|    | Italia (bandiera) | C     | Renato Tori         |
|    | Italia (bandiera) | C     | Mameli Viani (I)    |
|    | Italia (bandiera) | D     | Carlo Zappelli (II) |
|    | Italia (bandiera) | P     | Pietro Zappelli (I) |

## Risultati

### Serie B

#### Girone di andata
| Arbitro: | Mazza (Torre del Greco) |

|                             |           |          |
| Mihalich ?’ (rig.) Nicolosi | Marcatori | Cappelli |

| Arbitro: | Salvatori (Roma) |

|                             |           |                   |
| Gerbi ?’, ?’ Lumia Ferretti | Marcatori | Cappelli Angelini |

| Arbitro: | Solari (Genova) |

|               |           |                |
| Tori Lemmetti | Marcatori | Bernardi Busin |

| Arbitro: | Bertoli (Vicenza) |

|                                                     |           |                                     |
| Santagostino Casalino ?’ (rig.), ?’ (rig.) Roveglio | Marcatori | ?’, ?’ Angelini ?’ (rig.) Giorgetti |

| Arbitro: | Caironi (Milano) |

|                                       |           |  |
| Lemmetti Angelini Giorgetti ?’ (rig.) | Marcatori |  |

| Arbitro: | Mauri (Como) |

|                                 |           |                   |
| Bolognese ?’, ?’ Varoli Ugolini | Marcatori | Angelini Lemmetti |

| Viareggio 27 ottobre 1935 7ª giornata | Viareggio    | 0 – 0 referto | Atalanta | \| Arbitro: \| Sassi (Roma) \| |
| Arbitro:                              | Sassi (Roma) |               |          |                                |

| Arbitro: | Celano (Roma) |

|                  |           |  |
| Ferrari 27’, 85’ | Marcatori |  |

| Arbitro: | Corradini (Bologna) |

|       |           |  |
| Lenzi | Marcatori |  |

| Arbitro: | Turbiani (Ferrara) |

|              |           |           |
| Viani ?’, ?’ | Marcatori | Giorgetti |

| Arbitro: | Moretti (Genova) |

|          |           |               |
| Cappelli | Marcatori | Neri Costanzo |

| Arbitro: | Corradini (Bologna) |

|                                  |           |  |
| Duè Bertoni ?’, ?’ Pomponi Biagi | Marcatori |  |

| Arbitro: | Bertolio (Torino) |

|                 |           |              |
| Rossi ?’ (aut.) | Marcatori | ?’, ?’ Lessi |

| Arbitro: | Pirovano (Milano) |

|          |           |          |
| Cappelli | Marcatori | Versaldi |

| Arbitro: | Salvagno (Trieste) |

|                |           |          |
| Eusebio ?’, ?’ | Marcatori | Lemmetti |

| Arbitro: | Casati (Como) |

|          |           |  |
| Angelini | Marcatori |  |

| Arbitro: | Bertone (Torino) |

|                |           |                 |
| Lenzi Angelini | Marcatori | ?’, ?’ Torti II |

#### Girone di ritorno
| Arbitro: | Zelocchi (Modena) |

|                    |           |  |
| Pampaloni Angelini | Marcatori |  |

| Viareggio 2 febbraio 1936 19ª giornata | Viareggio         | 0 – 0 referto | Messina | \| Arbitro: \| Galeati (Bologna) \| |
| Arbitro:                               | Galeati (Bologna) |               |         |                                     |

| Arbitro: | Gardenghi (Brescia) |

|                |           |                 |
| Bianchi ?’, ?’ | Marcatori | Lippi Giorgetti |

| Viareggio 5 aprile 1936 21ª giornata | Viareggio | 2 – 0 | Pro Vercelli |  |

| Siena 23 febbraio 1936 22ª giornata | Siena             | 0 – 0 referto | Viareggio | \| Arbitro: \| Pirovano (Milano) \| |
| Arbitro:                            | Pirovano (Milano) |               |           |                                     |

| Arbitro: | Mazza (Torre del Greco) |

|                |           |                   |
| Lenzi Cappelli | Marcatori | ?’ (rig.) Patuzzi |

| Bergamo 8 marzo 1936 24ª giornata                | Atalanta  | 2 – 1 referto | Viareggio |  |
| \| \| \| \| \| Guidi Longhi \| Marcatori \| ? \| |           |               |           |  |
|                                                  |           |               |           |  |
| Guidi Longhi                                     | Marcatori | ?             |           |  |

| Arbitro: | Dellarole (Vercelli) |

|       |           |       |
| Lenzi | Marcatori | Savio |

| Taranto 22 marzo 1936 26ª giornata | Taranto         | 0 – 0 referto | Viareggio | \| Arbitro: \| Ghetti (Modena) \| |
| Arbitro:                           | Ghetti (Modena) |               |           |                                   |

| Arbitro: | Soliani (Genova) |

|                 |           |                  |
| Lemmetti ?’, ?’ | Marcatori | Viani II Biagini |

| Arbitro: | Carminati (Milano) |

|                                      |           |          |
| Arcari IV ?’, ?’, ?’ Costanzo ?’, ?’ | Marcatori | Cappelli |

| Viareggio 19 aprile 1936 29ª giornata | Viareggio        | 0 – 0 referto | Pisa | \| Arbitro: \| Salvatori (Roma) \| |
| Arbitro:                              | Salvatori (Roma) |               |      |                                    |

| Arbitro: | Pirovano (Monza) |

|          |           |          |
| Battioni | Marcatori | Lemmetti |

| Arbitro: | Cardinali (Milano) |

|               |           |       |
| Romano ?’, ?’ | Marcatori | Lippi |

| Arbitro: | Moretti (Genova) |

|                                          |           |          |
| Angelini ?’, ?’ Lippi Cappelli ?’ (rig.) | Marcatori | Lombardo |

| Arbitro: | Bertolio (Torino) |

|         |           |  |
| Mazzoni | Marcatori |  |

| Foggia 31 maggio 1936 34ª giornata | Foggia | 1 – 2 | Viareggio |  |

#### Spareggi
| Arbitro: | Mazza (Napoli) |

|                |           |  |
| Lemmetti Lippi | Marcatori |  |

| Arbitro: | Dattilo (Roma) |

|                                           |           |            |
| Lippi ?’, ?’ Angelini Cappelli ?’, ?’, ?’ | Marcatori | Ancillotti |

| Arbitro: | Scorzoni (Bologna) |

|                     |           |         |
| Innocenti ?’ (aut.) | Marcatori | Cavazza |

| Lucca 5 Luglio 1936, ore 16:00 CEST Ulteriore spareggio                                                | Pistoiese  | 0 – 2 referto   | Viareggio | Stadio Porta Elisa |
| \| \| \| \| \| \| Marcatori \| Lippi Pampaloni \| \| Dezső Kőszegy \| Allenatori \| Euro Riparbelli \| |            |                 |           |                    |
| |            |                 |           |                    |
| | Marcatori  | Lippi Pampaloni |           |                    |
| Dezső Kőszegy                                                                                          | Allenatori | Euro Riparbelli |           |                    |

### Coppa Italia
| Arbitro: | Piccoli (Torino) |

|  |           |                |
|  | Marcatori | Lenzi Lemmetti |

| Arbitro: | Morellato (Vicenza) |

|        |           |  |
| Zironi | Marcatori |  |